# اپل ۲
اپل ۲ (به انگلیسی: Apple II)، یک رایانه خانگی ۸-بیتی است که یکی از نخستین ریزرایانه‌های محبوب و پرفروش بود که به تولید انبوه رسید. این محصول توسط استیو وازنیاک (به انگلیسی: Steve Wozniak) و برای شرکت رایانه‌ای اپل (که اکنون به شرکت اپل شناخته می‌شود) طراحی و در سال ۱۹۷۷ معرفی شد. این محصول به عنوان یکی از دستاوردهای شرکت اپل به عنوان محصولی سخت‌افزاری مورد توجه بود تا اینکه تولید و عرضه آن در نوامبر سال ۱۹۹۳ متوقف شد.